# Mogulen
Die Mogulen waren vom 14. bis zum 17. Jahrhundert die Bewohner Mogulistans - Mongolen, die im Laufe der Zeit türkisiert wurden.
Nach der Errichtung des Mongolischen Reiches passten sich die Mongolen in vielen Teilen ihres Riesenreiches der lokalen Mehrheitsbevölkerung an. Im Tschagatai-Khanat kam es bald zu Spannungen zwischen
- Traditionalisten, die an der nomadischen mongolischen Lebensart festhielten.
- Veränderungsbereiten, die den Islam übernahmen und städtischen oder bäuerlichen Lebensweisen zuneigten.

Das Khanat zerfiel 1346/47 in einen Ost- und einen Westteil:
- Das Östliche Tschagatai-Khanat in Mogulistan folgte den Traditionen und bestand bis ins 16. Jahrhundert.
- Das Westliche Tschagatai-Khanat in Transoxanien, in dem 1370 Timur Lenk Emir wurde und das Timuridenreich begründete.

Jedoch übernahmen auch die Mogulen in Mogulistan bald den Islam und die türkische Sprache, doch behielten sie noch länger ihre nomadische Lebensweise.
Der timuridische Herrscher Babur, der lange Zeit um die Macht in Zentralasien kämpfte, eroberte 1526 in Indien Delhi und gründete das Mogulreich, mit ihm als ersten Großmogul.